# Cục Y tế Dự phòng (Việt Nam)
Cục Y tế Dự phòng (tiếng Anh: General Department of Preventive Medicine, viết tắt là VNCDC) là cơ quan thuộc Bộ Y tế, thực hiện chức năng tham mưu, giúp Bộ trưởng Bộ Y tế quản lý nhà nước và tổ chức thực hiện các quy định của pháp luật về lĩnh vực y tế dự phòng trong phạm vi cả nước; quản lý nhà nước các dịch vụ công thuộc lĩnh vực y tế dự phòng.
Chức năng, nhiệm vụ, quyền hạn và cơ cấu tổ chức của Cục Y tế Dự phòng được quy định tại Quyết định số 4589/QĐ-BYT ngày 20 tháng 12 năm 2023 của Bộ trưởng Bộ Y tế.

## Lịch sử
Ngày 12 tháng 4 năm 1956, Vụ phòng bệnh được thành lập trên cơ sở tách ra từ Vụ Phòng bệnh chữa bệnh.
Ngày 20 tháng 5 năm 2005, đổi tên Cục Y tế dự phòng và Phòng, chống HIV/AIDS thành Cục Y tế dự phòng Việt Nam.

## Nhiệm vụ và quyền hạn
Theo Điều 2, Quyết định số 4589/QĐ-BYT ngày 20 tháng 12 năm 2023 của Bộ trưởng Bộ Y tế, Cục Y tế Dự phòng có các nhiệm vụ, quyền hạn chính:
- Chủ trì xây dựng chiến lược, quy hoạch, kế hoạch, chương trình, dự án, đề án, hoạt động về lĩnh vực y tế dự phòng được phân công, trình cấp có thẩm quyền phê duyệt và chỉ đạo, tổ chức triển khai, hướng dẫn thực hiện sau khi được phê duyệt.
- Chủ trì, phối hợp xây dựng, sửa đổi, bổ sung các văn bản quy phạm pháp luật, các quy định, quy chế và hướng dẫn chuyên môn, các tiêu chuẩn quốc gia, quy chuẩn kỹ thuật quốc gia và chế độ, chính sách về lĩnh vực y tế dự phòng được phân công, trình cấp có thẩm quyền ban hành và chỉ đạo, hướng dẫn, kiểm tra, giám sát việc thực hiện.
- Thực hiện chức năng quản lý nhà nước trong các lĩnh vực:

1. Phòng, chống các bệnh truyền nhiễm.
2. Phòng, chống các bệnh không lây nhiễm.
3. Quản lý hoạt động tiêm chủng.
4. Xét nghiệm thuộc lĩnh vực y tế dự phòng và an toàn sinh học trong xét nghiệm.
5. Dinh dưỡng cộng đồng.
6. Chăm sóc sức khỏe ban đầu, nâng cao sức khỏe cộng đồng và một số nội dung y tế công cộng.
7. Phát triển hệ thống y tế dự phòng.

- Đầu mối quốc gia thực hiện Điều lệ Y tế quốc tế tại Việt Nam.
- Quản lý chỉ đạo Hệ thống đáp ứng khẩn cấp phòng chống dịch bệnh và sự kiện y tế công cộng quốc gia (EOC).
- Đầu mối tổng hợp nhu cầu, xây dựng danh mục dự trữ Quốc gia liên quan công tác phòng, chống dịch bệnh; tổng hợp nhu cầu, xây dựng danh mục, tổ chức việc mua, tiếp nhận, bảo quản và phân bổ thuốc dự phòng, hóa chất, trang thiết bị, vật tư chuyên dụng để dự phòng cho công tác phòng chống dịch bệnh.
- Chủ trì, phối hợp với các bên liên quan xây dựng danh mục, tổng hợp nhu cầu và tổ chức việc mua, tiếp nhận, bảo quản, cung ứng vắc xin phục vụ công tác phòng chống dịch và Chương trình tiêm chủng mở rộng.
- Chỉ đạo, hướng dẫn, tổ chức thực hiện các hoạt động thông tin, giáo dục, truyền thông nâng cao sức khỏe; truyền thông về yếu tố nguy cơ thuộc lĩnh vực y tế dự phòng.
- Chủ trì, phối hợp với các Vụ, Cục, Văn phòng Bộ, Thanh tra Bộ và các đơn vị liên quan trong việc chỉ đạo các hoạt động chuyên môn của các Viện và các đơn vị thuộc hệ thống y tế dự phòng về lĩnh vực được phân công.
- Thực hiện công tác kiểm tra, tham gia thực hiện nhiệm vụ thanh tra chuyên ngành về lĩnh vực y tế dự phòng được giao theo quy định của pháp luật.
- Thực hiện công tác pháp chế, công tác cải cách hành chính, các hoạt động nghiên cứu khoa học, ứng dụng công nghệ thông tin và hợp tác quốc tế trong lĩnh vực y tế dự phòng.
- Quản lý công chức, viên chức, tài sản, kinh phí được giao theo quy định của pháp luật và phân cấp của Bộ trưởng Bộ Y tế.
- Thực hiện các nhiệm vụ khác do Bộ trưởng Bộ Y tế phân công.

## Lãnh đạo Cục[4]
- Phó Cục trưởng phụ trách: TS. Hoàng Minh Đức[5]
- Phó Cục trưởng:

1. TS. Nguyễn Minh Hằng[6]
2. TS. Nguyễn Lương Tâm[7]

## Cơ cấu tổ chức
(Theo Khoản 2, Điều 3, Quyết định số 4589/QĐ-BYT ngày 20 tháng 12 năm 2023 của Bộ trưởng Bộ Y tế)
- Văn phòng Cục
- Phòng Kiểm soát bệnh truyền nhiễm
- Phòng Kiểm soát bệnh không lây nhiễm
- Phòng Quản lý tiêm chủng và An toàn sinh học
- Phòng Y tế công cộng và Dinh dưỡng